# 사에키 나오야
사에키 나오야(일본어: 佐伯 直哉, 1977년 12월 18일 ~ )는 일본의 전 축구 선수이다.

## 구단 경력
과거 주빌로 이와타, 비셀 고베, 오미야 아르디자, 아비스파 후쿠오카, 제프 유나이티드 지바, 도쿄 베르디에서 활동하였다.

## 국가대표팀 경력
그는 1993년 FIFA U-17 세계 축구 선수권 대회에 참가할 일본 U-17 국가대표팀에 선발되었으나 경기에 출전하지는 못하였다.